# Asaphomyces cholevae
Asaphomyces cholevae är en svampart som beskrevs av Thaxt. 1931. Asaphomyces cholevae ingår i släktet Asaphomyces och familjen Laboulbeniaceae.  Arten är reproducerande i Sverige. Inga underarter finns listade i Catalogue of Life.